# Rohrförderer

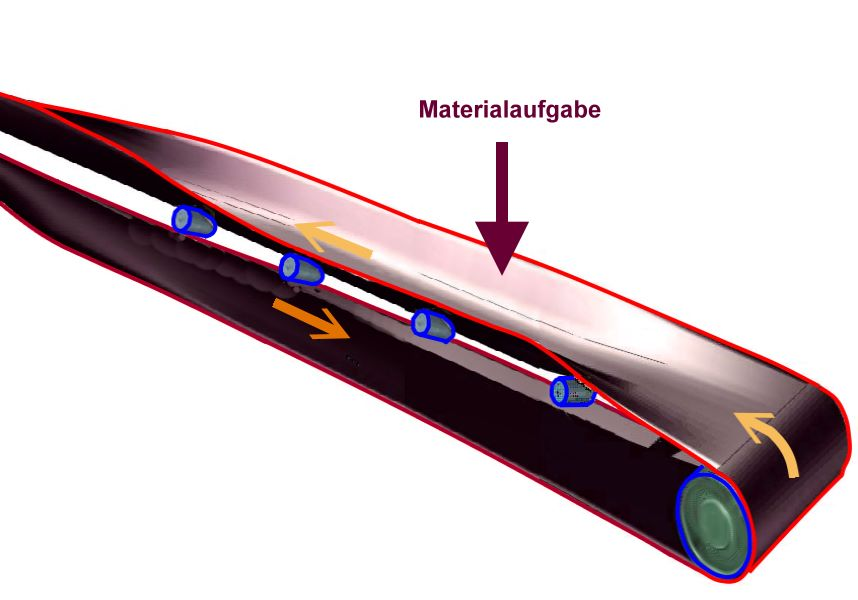
Prinzip des Rohrförderers

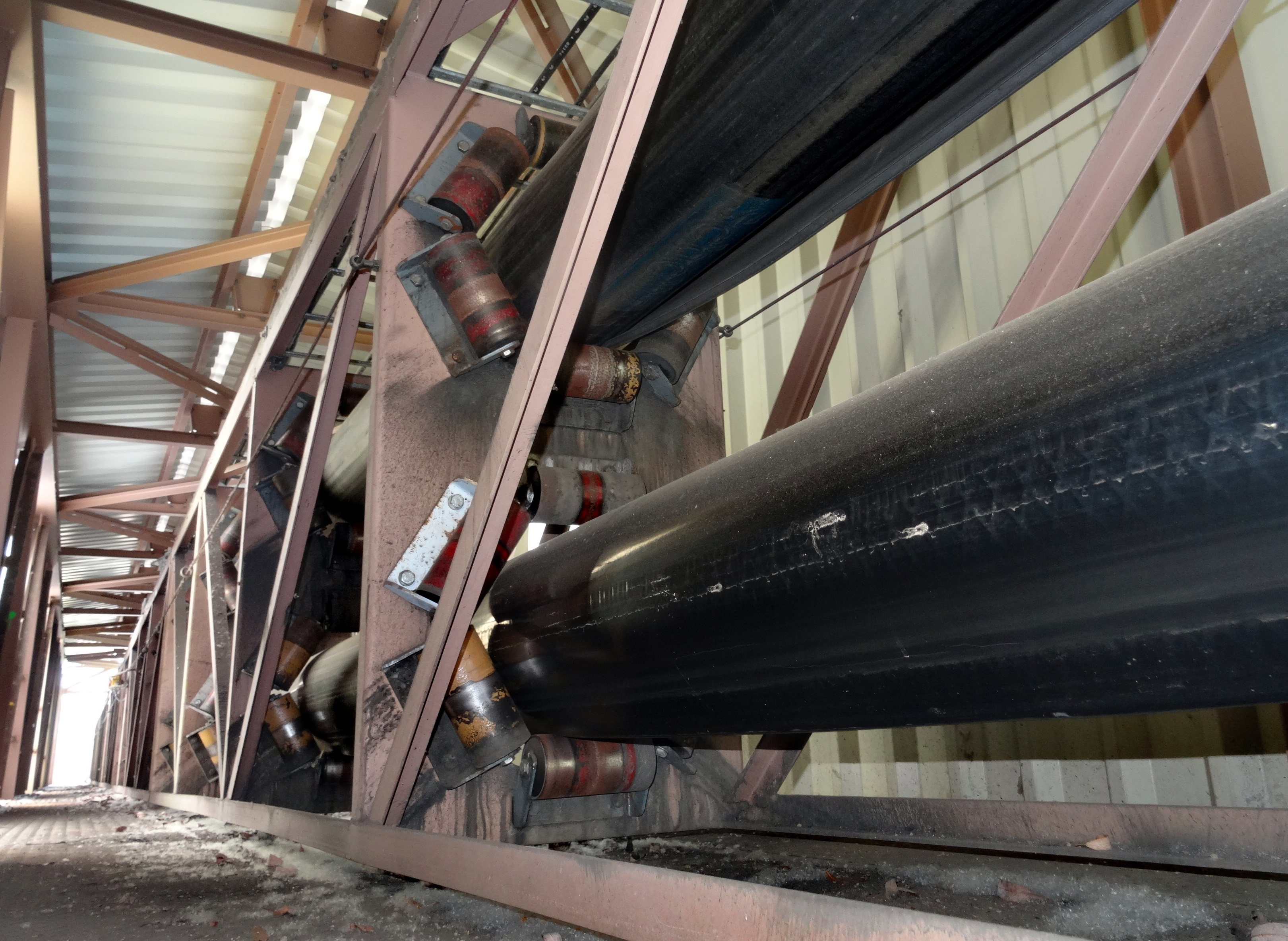
Entlang der Förderstrecke gewährleisten Tragrolleneinheiten eine geschlossene Führung des Gurtes. Am oberen Strang ist die Überlappung des Gurtrohres zu erkennen.

Ein Rohrförderer oder Rohrgurtförderer (Pipe Conveyor) ist eine Anlage, die mittels eines geführten und zu einem Rohr geformten Fördergurtes  Schüttgüter über längere Distanzen befördern kann. Er gehört also zur Klasse der Gurtförderer.
Im Bereich der Materialaufgabe läuft der Gurt wie ein normales Förderband. Das Fördergut wird wie bei einem konventionellen Gurtförderer aufgegeben. Danach schließen spezielle Vorrichtungen den Gurt rohrförmig um das Fördergut. Durch die Kurvengängigkeit können im Vergleich zu konventionellen Förderbändern Übergabestellen und dadurch Materialverluste und Immissionen des Schüttgutes vermieden werden. Das Fördergut wird staubdicht eingeschlossen und kann ohne Belastung der Umwelt transportiert werden, möglich sind mehrere Kilometer Förderstrecke. Der Durchmesser der geschlossenen Röhre kann je nach Fördergut zwischen 150 und 900 mm betragen.
Vor der Materialabgabe öffnet sich der Gurt aus eigener Kraft, das Fördergut wird abgeworfen. Der Gurt wird danach erneut geschlossen und läuft zurück zur Materialaufgabestation.
Transportkapazitäten zwischen 100 und 1.500 m³/h sind möglich.

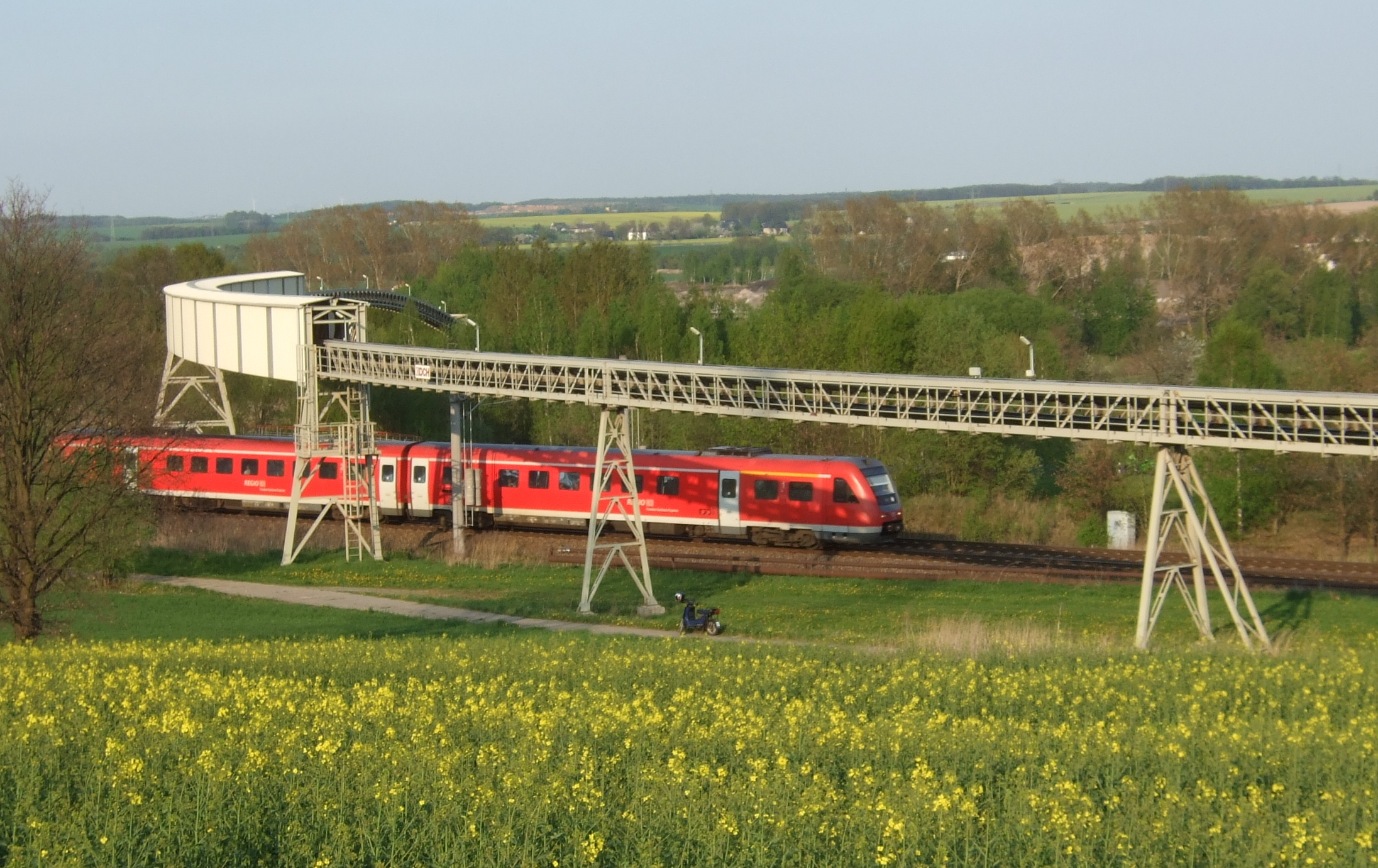
Anlage bei Crossen/Zwickau zum Bergetransport

## Beispiele
Mit einem Rohrgurtförderer wurden im Zuge der Sanierung des Wismut-Standortes Crossen (Zwickau) von 1997 bis zum Abriss 2017 über 3,5 Millionen m³ radioaktives Abbruchmaterial auf die nahegelegene Industrielle Absetzanlage Helmsdorf umgelagert. Dort wurde das Material zur Abdeckung eingesetzt. Das Material wurde sicher, staubdicht und umweltfreundlich auf einer Strecke von 2 km transportiert und überquerte dabei die Zwickauer Mulde, eine Bundesstraße und eine Eisenbahntrasse. Mit dieser Anlage Menge konnten somit über 130.000 LKW-Fahrten vermieden werden.
Im Kraftwerk Dürnrohr wurde ein Rohrgurtförderer mit einer Länge von über 3 km errichtet, der für den Transport von Hausmüll, Kohle, Biomasse und Verbrennungsrückständen vom Donauhafen zum Kraftwerksstandort geeignet ist.